# Pessenburgheim

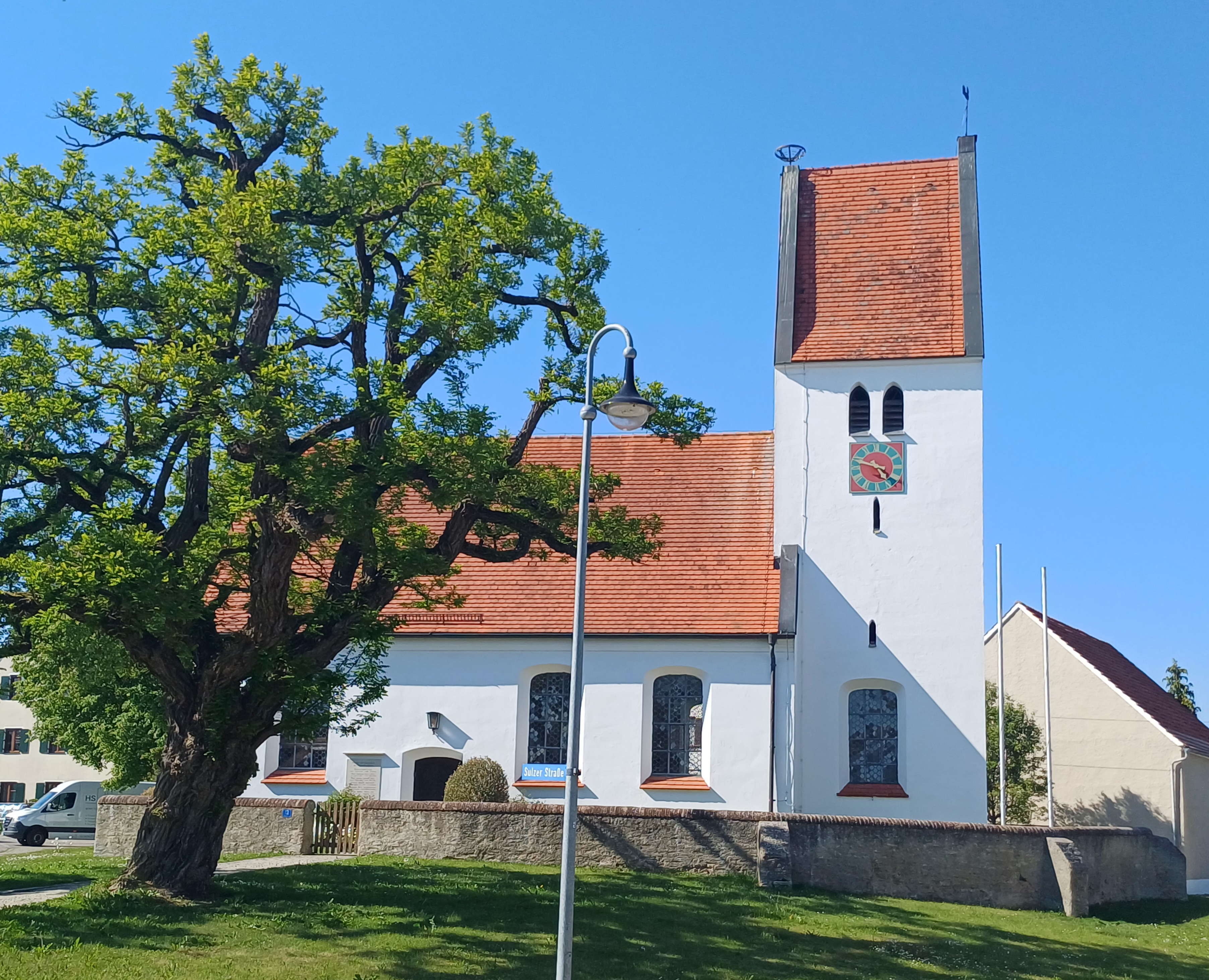
St. Willibald in Pessenburgheim

Pessenburgheim ist ein Gemeindeteil der Gemeinde Holzheim im Landkreis Donau-Ries (Regierungsbezirk Schwaben, Bayern). Zur Gemarkung Holzheim gehören die beiden Einödhöfe Bastlmühle und Wickesmühle.

## Geographie
Das Kirchdorf  liegt nördlich von Holzheim im Tal der Kleinen Paar auf der Hochfläche des Unteren Lechrains der Aindlinger Terrassentreppe. Naturräumlich gehört es also zur Donau-Iller-Lech-Platte, die wiederum Teil des Alpenvorlandes ist, eine der Naturräumlichen Haupteinheiten Deutschlands.
Die Bastlmühle liegt östlich von Pessenburgheim, die Wickesmühle südlich davon.

## Geschichte
Erstmals wurde Pessenburgheim 1241 als Burchheim Superior erwähnt, 1280 als Oberpurheim. Erst 1473 und 1497 erscheint annähernd die heutige Form als Bössenpurckheim, was so viel wie Minderes Burgheim im Gegensatz zum ungleich größeren und bedeutenderen Burgheim bedeutete. Bei der im Ortsnamen erwähnten „Burg“ muss es sich um eine bis heute nicht ermittelte Burg der Graisbacher handeln, die den Verwaltungsmittelpunkt der vielen Besitzungen dieses Geschlechts in der Gegend bildete: in Oberbaar, Echsheim, Stadel und eben Obernpurchheim. 1342 ging der Graisbacher Besitz an die Wittelsbacher über. Auch die Herren von Sandizell und Gumppenberg hatten Besitz in Pessenburgheim.
Die katholische Kirche Sankt Willibald ist eine Filialkirche der Pfarrei Mariä Himmelfahrt in Holzheim und wurde überwiegend im 14. Jahrhundert erbaut.

## Gemeindezugehörigkeit
Bei der Verwaltungsreform Anfang des 19. Jahrhunderts wurde Pessenburgheim mit dem ersten Gemeindeedikt von 1808 allein ein Steuerdistrikt. Mit dem zweiten Gemeindeedikt von 1818 entstand die Ruralgemeinde Pessenburgheim im Landgericht Rain. Bei der Trennung von Justiz und Verwaltung am 1. Juli 1862 kam die Gemeinde zum Bezirksamt Aichach. Durch die nun günstigere Bahnverbindung wurde der Gerichtsbezirk Rain (mit Ausnahme von Pöttmes und drei weiteren Gemeinden) und damit auch Pessenburgheim am 1. Januar 1880 dem Bezirksamt Neuburg an der Donau (ab 1938: Landratsamt) zugeschlagen. Bis 30. Juni 1972 gehörte die Gemeinde Pessenburgheim mit ihren Ortsteilen zum Landkreis Neuburg an der Donau und wurde dann im Zuge der Gebietsreform in Bayern dem Landkreis Donau-Ries, der bis zum 30. April 1973 die Bezeichnung Landkreis Nördlingen-Donauwörth trug, zugeschlagen. Die Eingemeindung von Pessenburgheim in die Gemeinde Holzheim erfolgte am 1. Mai 1978.

## Baudenkmäler
- Kirche St. Willibald
- Dorfbrunnen[4]